# Seznam ljubljanskih mestnih naselij
Sestavni del Ljubljane so naslednji predeli in naselja:
| A - Na - Ajdovščina - Barje ? - Bavarski dvor - Bežigrad - Biološko središče - Bizovik - Blatna vas (zgodovinska) - Bokalce - Bonifacija - Brdo, Ljubljana - Brinje, Ljubljana - Brod - BTC - Center - Črna vas - Črnuče - Črnuška gmajna - Dobrava pri Črnučah - Dobrunje - Dolgi most - Dolnice - Dravlje - Draveljska gmajna - Ferantov vrt - Friškovec - Fužine - Galjevica - Glince - Gmajna, Črnuče - Gmajnice - Golovec - Gornji Rudnik - Gradišče, Ljubljana - Grba Na Grbi Grbina - Grič - Gunclje - Hradeckega vas (zgod.) /(Hradeckega ulica) - Hrastje - Ilovica - Industrijska cona Črnuče - Industrijska cona Ježa - Industrijska cona Moste - Industrijska cona Šiška - Industrijska cona Vič - Jarše - Ježa - Ježica - Kamna Gorica - Kapucinsko predmestje /Kongresni trg - Karlovško predmestje (zgodovinsko) - Kleče - Klinični center - Kodeljevo - Kolezija - Kolodvor - Koseze - Kosovo polje - Kozarje - Krakovo - Kravja dolina (zgodovinska) - Križavka - Kurja vas, Ljubljana (zgodovinska) - Ledina - Ljubljanski grad - London - Mala vas, Ljubljana - Majland - Mestni log - Mirje - Moste - Mostec - Murgle - Nadgorica - Na jami - Nakupovalno središče Rudnik - Nakupovalno središče Vič | Nova - Ž - Nova Grbina - Nove Fužine - Nove Jarše - Nove Poljane - Nove Stožice - Novi Zalog - Novo Brdo - Novo Polje - Obrije - Podboršt - Podgora - Podgorica pri Črnučah - Pod Ježo - Podutik - Poljane - Poljane, Šentvid - Polje - Prule - Pržan - Rakova jelša - Rakovnik - Rožna dolina - Rožnik in Šišenski hrib - Rudnik - Ruski car - Savlje - Savsko naselje - Selo - Sibirija - Slape - Sneberje - Sostro - Spodnja Hrušica - Spodnja Šiška - Spodnje Črnuče - Spodnje Savlje - Spodnja Zadobrova - Spodnji Kašelj - Spodnji Rudnik - Stara Ljubljana - Stegne, Ljubljana - Stožice - Studenec - Svetokriški okraj (zgodovinski) - Šentjakob ob Savi - Šentpetersko predmestje (zgodovinsko) - Šentvid - Šiška - Šmartno ob Savi - Šmartno pod Šmarno goro - Štepanja vas - Štepanjsko naselje - Tabor - Tacen - Tivoli - Tomačevo - Trata - Trnovo - Vevče - Vič - Vižmarje - Vodmat - Vrhovci - Vrtača - Zgornja Zadobrova - Zadvor - Zalog - Zapuže - Zelena jama - Zgornja Šiška - Zgornji Kašelj - Zgornja Hrušica - Zupančičeva jama - Žale - Žeje - Žuleva vas |